# Máxima entropia
O desenvolvimento do método da máxima entropia (ME) ocorreu através de duas linhas de pesquisa: inferência estatística (Bernoulli, Bayes, Laplace, Jeffreys, Cox) e modelagem estatística de problemas em mecânica, física e de informação (Maxwell, Boltzmann, Gibbs, Shannon).
O objetivo da primeira linha de investigação é a de formular uma teoria/metodologia que permite a compreensão das características gerais (distribuição) de um sistema de informação parcial e incompleto. Na segunda linha de investigação, este mesmo objectivo é expresso na forma de determinar como atribuir valores numéricos (iniciais) das probabilidades quando apenas algumas quantidades globais limitadas (teoricamente) do sistema investigados são conhecidas. O reconhecimento dos objetivos básicos comuns destas duas linhas de pesquisa auxiliou Jaynes (1957) no desenvolvimento do seu trabalho clássico, de formalização da máxima entropia. Isto é, a formalização da ME foi baseada na filosofia da primeira linha de investigação e na matemática da segunda linha de investigação.
Jaynes mostrou que maximizar estatisticamente a entropia (mecânica) com a finalidade de revelar o modo como as moléculas de gás estavam distribuídas seria equivalente à simples maximização da entropia (de informação) de Shannon com informação mecânica estatisticamente. O método foi correto para atribuir probabilidades independentemente das especificidades da informação. Esta ideia conduziu a máxima entropia ou à utilização do método da máxima entropia para atribuir probabilidades. Este método tem evoluído para um método mais geral, o método de máxima entropia relativa (MEr), que tem a vantagem de não só atribuir probabilidades, mas atualizá-las quando nova informação é dada sob a forma de restrições sobre os probabilidades.
A ME pode ser aplicada para análise de uma grande variedade de problemas na maioria das disciplinas da ciência. por exemplo, trabalhos sobre a reconstrução de imagem e análise espectral em medicina, física, química, biologia, topografia, engenharia, comunicação e informação, investigação de operações, ciência política e economia (tomografia, imagens de satélite, motores de busca, matriz insumo-produto, métodos tipo GMM, modelagem de dados em econometria); a investigação em estimação e inferência estatística (métodos bayesianos e não bayesianos); e inovações em curso no processamento de informação e de TI.

## Definição
Em Física, a entropia de um sistema é uma medida de sua ‘desordem’. O físico austríaco Ludwig Boltzmann definiu a entropia de um sistema através da seguinte expressão:
{\displaystyle S=k\ln \theta }
em que {\displaystyle k} é uma constante (positiva) de ajuste dimensional e {\displaystyle \theta } é número de estados do sistema. A ‘desordem’ (denotada por {\displaystyle D}) está diretamente relacionada ao número de estados. Então,
{\displaystyle S=k\ln D}
Portanto, se {\displaystyle S} mede a desordem, {\displaystyle -S} (uma entropia negativa) mede a ordem do sistema. Uma das mais importantes variantes da equação anterior é a entropia de Shannon, também conhecida como entropia de informação, definida como:
{\displaystyle S(X)=-k\sum _{i=1}^{n}{P_{i}\ln P_{i}}\,}
onde {\displaystyle S(X)} é a entropia da variável aleatória X, que denota a probabilidade de que X esteja no estado i, k é uma constante de ajuste dimensional, n é o número total de categorias ou estados, e {\displaystyle P_{i}} representa sua respectiva probabilidade. Os valores de {\displaystyle P_{i}} que maximizam {\displaystyle S(X)} são submetidos às condições da informação disponível.
O princípio da máxima entropia é útil explicitamente apenas quando aplicado a informações testáveis. Uma informação é testável se for possível determinar se uma dada distribuição é coerente com ela. Por exemplo, as declarações
O valor esperado da variável X é 2,87
e
{\displaystyle P_{2}+P_{3}>0{,}6}
são declarações de informações testáveis.
Dada uma informação testável, o procedimento de máxima entropia consiste em procurar a distribuição de probabilidade de que maximiza a entropia da informação, sujeita às restrições da informação. Este problema de otimização restrita normalmente é resolvido utilizando o método de multiplicadores de Lagrange.
O problema pode ser enunciado como segue: Maximizar
{\displaystyle S(X)=-\sum _{i=1}^{n}{P_{i}\ln P_{i}}\,}
com o conjunto de restrições (r):
{\displaystyle [Q_{r}]=\sum _{i=1}^{n}{P_{i}Q_{r}(i)}\,} = {\displaystyle Q_{r}^{m}}  onde {\displaystyle r=0,1,2...}
que significa que o valor médio de {\displaystyle Q_{r}} é igual a {\displaystyle Q_{r}^{m}}. Para r = 0, temos a condição de normalização, que assegura que {\displaystyle \sum _{i=1}^{n}{P_{i}}=1\,}. Para r ≥ 1, {\displaystyle Q_{r}^{m}} é obtido da informação parcial que se tem do sistema.
Utilizando multiplicadores de Lagrange, {\displaystyle \lambda _{r}}, o problema é maximizar
{\displaystyle -\sum _{i=1}^{n}{P_{i}\ln P_{i}}\,} {\displaystyle -\sum _{r}{\lambda _{r}Q_{r}(i)}\,}
A solução geral é
{\displaystyle P_{i}=e^{-\sum _{r}{\lambda _{r}Q_{r}(i)}\,}}

## Propriedades
- {\displaystyle S(X)=0} se e somente se todos os {\displaystyle P_{i}} são zero, com exceção de um que tem valor unitário. Intuitivamente, essa é a situação de maior certeza. De outra maneira, {\displaystyle S(X)} é positivo.
- Para um dado {\displaystyle n}, {\displaystyle S(X)=0} e igual a {\displaystyle \ln(n)} quando todos os {\displaystyle P_{i}} são iguais (i.é., {\displaystyle 1/n}). Contrariamente à situação anterior, esse é o caso de maior incerteza.
- Se existem dois eventos, {\displaystyle X} e {\displaystyle Y}, com {\displaystyle m} possibilidades para o primeiro e {\displaystyle n} para o segundo e {\displaystyle P(i,j)} é a probabilidade de ocorrência conjunta de {\displaystyle i} para o primeiro e {\displaystyle j} para o segundo, a entropia do evento conjunto é:

{\displaystyle S(X,Y)=-\sum _{i,j}{P(i,j)\ln P(i,j)}\,}
com
{\displaystyle S(X)=-\sum _{i,j}{P(i,j)\sum _{j}{\ln P(i,j)}\,}\,}   e
{\displaystyle S(Y)=-\sum _{i,j}{P(i,j)\sum _{i}{\ln P(i,j)}\,}\,}
Destas definições segue que:
{\displaystyle S(X,Y)\leq S(X)+S(Y)}
- Por definição, a entropia condicional de {\displaystyle Y} é dada por:

{\displaystyle S_{x}(Y)=-\sum _{i,j}{P(i,j)\ln P_{i}(j)}\,}
De onde resultam
{\displaystyle S(X,Y)=S(X)+S_{x}(Y)}
e
{\displaystyle S(Y)\geq H_{x}(Y)}